# Araniko
Araniko, Anige ali Aniko (nepalsko अरनिको, kitajsko: 阿尼哥), arhitekt, slikar in astronom, * ok. 1245, † ok. 1306
Araniko je bil ena ključnih osebnosti umetnosti Nepala in kitajske  dinastije Juan ter umetniške izmenjave na teh področjih. Rodil se je v Katmandujski dolini v Nepalu, v času vladavine Abhaja Mala. Znan je po tem, da je zgradil Belo stupo v templju Miaoying v Pekingu. V času vladavine Džaja Bhima Dev Mala je bil poslan na projekt za izgradnjo Zlate stupe v Tibetu, kjer se je začelo tudi v meništvo. Iz Tibeta so ga poslali v severno Kitajsko, da bi delal na dvoru cesarja Kublajkana, ustanovitelja dinastije Juan (1279–1368), kjer je na Kitajsko prinesel transhimalajsko umetniško tradicijo. V poznejšem življenju se je odpovedal meništvu in začel svojo družino na Kitajskem. Poročil se je s sedmimi drugimi ženskami, od katerih je imel skupaj šest sinov in osem hčera.
Zaradi nekakšne zmede v prevodu je njegovo ime različno napisano kot Arniko ali Araniko v starih besedilih. Napaka, ki jo je naredil Baburam Ačarja, je napisal sanskrtsko ime kot Balabahu. Kasneje pa trdil, da bi bil Aniko morda kitajska izgovorjava za sanskrtsko ime Aneka . Prav tako je verjetno, da bi njegovo ime lahko pomenilo Aa Ni Ka, kar pomeni 'spoštljiv brat iz Nepala'.

## Zgodnja leta
Aniko se je rodil leta 1245 v Katmandujski dolini v Nepalu, ko je vladal kralj Abhaya Malla (1216–55). Medtem ko nepalska zgodovina nima nobenega zapisa o Arniku in vse, kar je o njem znano, prihaja iz kitajskih poročil, kitajska zgodovina in zgodovinar Baburam Acharya ocenjuje, da bi Arniko lahko bil iz mesta Patan, ki je znan po kiparstvu in likovni umetnosti. Kot tak bi bil iz ljudstva Nevarcev in budistov. Vendar je znano, da je Arniko živel v Katmandujski dolini v času vladavine Jaya Bhim Dev Malla, naslednika Abhaya Malla. 
V kitajskih zapisih je ime njegovega dedka zapisano kot 'Mi-ti-rha' in babice kot 'Kun-di-la-qi-mei', kitajska izgovorjava za sanskrtski imeni Mitra in Kundalaxmi. Ime njegovega očeta je bilo 'La-ke-na' (Lakšman), ime njegove matere pa je bilo 'Shu-ma-ke-tai'.
Kot se pogosto pripoveduje v zgodbah o profesionalnih umetnikih, je bil Aniko umetniško čudežen že v zgodnjem otroštvu. Anekdota iz njegovega epitafa govori, da so njegovi starši, ko je bil star tri leta, otroka odpeljali v tempelj, da bi se poklonili Budi. Pogledal je na stupo in vprašal: »Kdo je naredil to leseno stambha, bhumis, anda?« Zelo presenečeni so ljudje okrog spoznali, da je rojen umetnik. Ko je imel okoli sedem let, je bil njegov temperament trezen kot odrasel. V šoli je obvladal svoje učbenike in postal tako dober kaligraf v tako kratkem času, da so celo častitljivi starejši priznali svojo manjvrednost. Zgodbe o umetnosti si je lahko zapomnil takoj, ko jih je slišal brati. Preden je zapustil Nepal in odšel v Tibet, je bil že strokovnjak za slikanje, modeliranje in ulivanje slik.

## Poslanstvo v Yuan-China

### Zgodovinsko ozadje
Dogodek, ki je Arnika pripeljal v Tibet in na koncu na juanski dvor v Shangdu (današnji Peking), je bil odlok Kublajkana leta 1260 n. št. Drogönu Chögyal Phagpi, petemu patriarhu sekte tibetanskega budizma Sakya, da bi zgradil Zlato stupo za Suer chi wa (tibetansko Chos rje pa ali 'gospodar dharme'), to je Sakya Pandita Kun dga' rgyal mtshan (1182–1251), četrti patriarh sekte. Kublajkanov ukaz je bil eden od kazalcev njegovega sprejemanja Sakya poučevanja.
Čas gradnje, 1260, je vredno opaziti. Aprila 1260 je bil Kublaj izvoljen za velikega kana s strani svojih podpornikov, da bi tekmoval z zahtevami svojega mlajšega brata Arikbeka (Ariq Böke). Tako se je začela državljanska vojna med bratoma za vodstvo cesarstva. V dvanajstem mesecu leta 1260 je imenoval Phagpo za kralja in mu je podelil pečat iz žada in položaj vodje budizma. S tem je Kublaj uradno priznal, da je Phagpa njegov najvišji verski organ in da je moral podpreti poučevanje Sakja. V zameno je pričakoval, da bo sekta Sakja zagotavljala verske sankcije. Gradnja stupe ni bila le poklon Sakya Panditi, ampak je bila namenjena tudi projektu za pridobitev verskega blagoslova v kritičnem letu. Arikbeka je končno 21. avgusta 1264 prisegel Kublaju v Šangduju (tudi Šanadu).

### Lhasa
Za izgradnjo stupe je Phagpa pripeljal obrtnike iz Nepala. Ikonografija in umetniške vrednote Tibetancev so bile tesno povezane s tistimi iz nepalske tradicije. Zato je bilo naravno, da se je Phagpa obrnil v Nepal po nadarjene umetnike. Nameraval je zaposliti sto umetnikov, toda Jaya Bhim Dev Malla, kralj Nepala v tistem času, jih je lahko izročil le osemdeset. S svojim imenovanjem za cesarja preceptorja leta 1260 je morala biti njegova vizija in ambicija za prihodnjo širitev sekte v še vedno rastočem mongolskem cesarstvu, da je poskušal najti več umetnikov.
Umetnikom, namenjenim v Tibet, je bilo naloženo, da med seboj izberejo vodjo. Morda zaradi negotovosti njihove prihodnosti nihče ni imel dovolj poguma, da bi prevzel odgovornost, razen  samozavestni Arniko. Ko ga je kralj poskušal odvrniti zaradi njegove mladosti, je odgovoril: »Moje telo je res mlado, toda moj um ni«. Kralj ga je sčasoma naredil za vodjo skupine osemdesetih obrtnikov in ga poslal v Lhaso. Ko je odšel iz Nepala, je bil star samo sedemnajst let.
V Tibetu je Arniko na svojem prvem srečanju leta 1261 navdušil Phagpo. Ta je takoj spoznal njegovo izjemno umetniško in upravno sposobnost ter mu zaupal nadzor nad gradnjo. Stupa je bila zgrajena v glavni dvorani samostana Sakya. Arniko je v tem projektu preživel dve leti. Po dokončanju ga Phagpa ni hotel pustiti, ko je prosil za dovoljenje, da se vrne v Nepal.
Do takrat je Kublajkan premagal Arikbeka, tako da sta morala Kublaj in Phagpa čutiti, da je gradnja stupe v samostanu Sakya pridobila verske zasluge, ki so prispevale k Kublaijevi vojaški zmagi in drugim dosežkom. Kot cesarjev preceptor je bil Phagpa pripravljen iti na dvor in razširiti svoje učenje. Ker noben umetnik na Kitajskem ni mogel narediti čudovitega niza himalajskih tantričnih božanstev, ki bi bila nepogrešljiva za njegovo versko dejavnost, je moral s seboj pripeljati nekoga, ki bi to znal. Arniko je bil naravna izbira. Namesto da bi se vrnil v Nepal, ga je Phagpa spodbudil, naj odide na mongolski dvor in se predstavi Kublajkanu. Phagpa je sprejel Arniko kot svojega učenca in ga vpeljal v tajne budistične dejavnosti, s čimer je dvignil svoj družbeni status nad navadnega umetnika. Tako ga je Phagpa, ko je Arniko odkril, osebno pripravil in usposobil za njegove prihodnje naloge na dvoru.

### Šangdu
Arniko je prispel v Shangdu (Xanadu) do konca leta 1262. Naslednje poročilo o srečanju med Arnikom in Kublajkanom je zabeležil Cheng Jufu:
»Ko je Kublaj zaslišal njegovo priporočilo, je odposlancu takoj naročil, naj ga pokliče. Ko je prišel, ga je cesar poglobljeno pogledal, preden se je vprašal: Ali se bojiš priti v veliko državo? Odgovoril je: Modrost obravnava ljudi v vseh smereh kot svoje sinove. Ko pride sin k svojemu očetu, zakaj se lahko boji? Zakaj ste prišli? Odgovoril mu je: Moja družina že več generacij živi na zahodu. Vzel sem cesarski ukaz, da bi v dveh letih zgradil stupo v Tibetu. Tam sem videl stalne vojne in želel sem, da bi se vaše veličanstvo tam umirilo. Prihajam za čuteča bitja. Kaj znaš? Rekel je: Moj um jemljem kot učitelja in vem, da grobo slikam, ulivam in rezbaririm.«
Cesar je bil zelo zadovoljen in prosil mladega Araniko, da popravi pomemben bronasti idol, ki ga je kot dar dobil cesar Song. Za dokončanje obnove je potreboval dve leti. V drugem mesecu leta 1265 je Arniko dokončal obnovo, kip pa je izgledal tako popoln, da so tudi najbolj izkušeni kitajski umetniki zelo občudovali njegovo delo.
V Kitajski pod dinastijo Juan je oblikoval in zgradil veliko zgradb. Njegova najbolj znana arhitektura je Bela stupa v templju Miaoying v Pekingu, ki je bila največja struktura v tistem času. Stupa, ki jo je delal  skoraj deset let (1279-1288), je stupa, bolj znana kot Bela Dagoba, še danes. Vzpne se na višino 50,9 metra in ima v spodnjem delu premer več kot 30 metrov. Trinajst širokih krožnih trakov imenovanih »trinajst nebes«, deli njeno površino. Na vrhu stožca je krovna bronasta diskasta struktura z 36 bronastimi zvonovi, ki visijo z roba. Na samem vrhu je majhna bronasta pagoda, sama po sebi umetniško delo. Leta 1961 je takratni kitajski premier Džou Enlaj  (kitajsko 周恩来; Wade–Giles: Chou En-lai) podpisal razglasitev, da je treba tempelj zaščititi kot nacionalno zakladnico. To razglasitev je v času kulturne revolucije v 1960-ih ohranilo Belo stupo varno. Leta 1976 je bil tempelj resno poškodovan zaradi potresa v Tangshanu. Vrh stupe se je nagnil na eno stran, opeke in malta, ki so sestavljale stupo, so se zrušile in veliko relikvij je bilo poškodovanih. Leta 1978 je Pekinški oddelek za kulturo religije prevzel nalogo popraviti in obnoviti tempelj. Od leta 2010 se v kompleksu Stupe opravlja še ena prenova. 
V njegovem epitafu je povzeto, da je Arniko v svojem življenju dokončal tri stupe, devet velikih budističnih templjev, dve konfucijanski svetišči, en taoistični tempelj in nešteto slik in predmetov, ki so se uporabljali na dvoru in zunaj njega. Arniko je bil tudi čudovit slikar in je naredil številne portrete cesarske družine. Portreti Kublajkana in njegove žene Chabi, ki sta zdaj v Narodnem palačnem muzeju v Tajpeju, naj bi bili njegovo delo. 
Arniko je v življenju dobil visoke časti. Leta 1273 je bil imenovan za direktorja vseh obrtniških razredov in izučil veliko kitajskih obrtnikov v slogu Sakya. Do leta 1274 je dobil srebrno ploščo, ki je nosila podobo tigra. Cesar se je zelo navdušil in mu kot čast podaril naslov Liangski vojvoda. Okrašen s Ta Sa Thu, enakovredno ministrom, je bil med redkimi tujci, katerih biografijo najdemo v kitajskih zgodovinskih knjigah. Najpomembnejši vir Arnikovega življenja in kariere je njegov uradni epitaf, ki ga je napisal Cheng Jufu (1249–1314) pod Ayurbarwadasom (Renzong, vladal 1311-20) iz leta 1316, Liangguo Minhui gong shendao bei ('Stela duha za Minhuija, vojvodo Lianga'), v Čeng DŽufuovem Cheng Xuelou wenji ('Kolektivna dela Čeng Džufua'). Drug pomemben vir je Arnikova uradna biografija v Song Lian in Vang Ji, Juanši ('zgodovina Juanov'), sestavljena pod nadzorom zgodnje dinastije Ming. Večinoma temelji na epitafu, vendar vsebuje tudi nekaj novih informacij.

## Smrt
Arniko se je ponovno poročil in naselil na Kitajskem. Poleg njegove žene iz Nepala je imel dve mongolski ženi in sedem kitajskih žena. Skupaj je imel šest sinov in osem hčera. Živel je na Kitajskem do svoje smrti marca 1306 v starosti šestdeset in dveh let. O njegovi smrti Cheng Jufu piše:
»8. marca 1306 je pogledal ljudi okoli sebe in rekel: Če grem, naj postavite zavese v hodniku in kavču, da bom lahko odšel v mirnem spancu. Naslednji dan se je skopal in odšel na dvor. Po vrnitvi se je zdel bolan. Obiskovalci palače in zdravniki so ga obiskali, vendar je umrl v spanju enajstega. Cesar je žaloval zaradi njegove smrti, ko je zaslišal novice in ustavil dvorno sejo. Naročil je uradnikom palače, da skrbijo za družino in družino nagradi s petindvajset tisoč srebrnikov. Cesar je zadevnim organom naročil, naj poskrbijo za pogreb. Tisto noč je zvezda padla na dvorišče. Naslednji dan so na drevesih videli led. Sedem dni po tem, 17. marca, so njegove ostanke kremirali po nepalskem običaju. 15. julija je bil njegov pepel pokopan v stupi v Gangziyuanu, Xiangshan, v okrožju Wanping (blizu glavnega mesta).«

## Zapuščina
Arnikovi cesarski portreti predstavljajo prelomnico med Song, Yuan in kasnejšimi cesarskimi portreti. Cilj kasnejših portretov ni bil več, da bi prikazal krepostno ravnanje, ampak fiziognomijo. Ta pristop so sledili ne le v kasnejših cesarskih portretih Yuan-ov, temveč tudi v portretih Mingov in Čingov, ki so postajali vse bolj frontalni in togi ter sčasoma vse bolj realistični pod novim vplivom evropskega portretiranja.
V zgodovini kitajske budistične umetnosti so se pojavili trije veliki valovi umetniških vplivov iz Srednje in Južne Azije: umetnost Gandhāra pred Tangi (618–907), umetnost Gupta med Tangi in Pāla-himalajska umetnost med Yuani. Arniko je lik, ki predstavlja tretji val. Umetniška dela njegovih institucij, stupe in dva cesarska portreta iz njegove roke to dokazujeta z navdihom umetniških tradicij Pāla, Nepala in Kitajske. Po propadu mongolske vladavine na Kitajskem je Arnikova umetniška zapuščina in inovacije še naprej vplivala na budistično umetnost na dvoru Mingov in Čingov.
Nepalska vlada je ob priznanju njegovih dosežkov izdala poštne znamke v njegovo čast.  Po njem je poimenovana tudi avtocesta Araniko v Nepalu. Avtocesta Araniko (nepalsko रनिको राजमार्ग) povezuje Katmandu s Kodarijem, 115 kilometrov severovzhodno od Katmandujske doline, na nepalsko-kitajski meji. Je med najnevarnejšimi avtocestami v Nepalu zaradi izjemno strmih pobočij na vsaki strani ceste od Barabise naprej, velikimi plazovi in zdrsi avtobusov niso redki, zlasti po deževju. Na Kitajsko-nepalskem mostu prijateljstva se povezuje s Kitajsko nacionalno avtocesto 318 v Lhaso in na koncu v Šanghaj.

## V popularni kulturi
- Cesta Araniko v Nepalu.
- Leta 1984 je Satja Mohan Džoši napisal pesem v Nepal Bhasa z naslovom Nepal-ya Rastriye Bibhuti Kalakar Arniko-ya Sweta Chaitya, ki jo je izdala Nepal Bhasa Parishad.
- Leta 2008 je Anu Raj Džoši prevedel knjigo Satja Mohana Džošija o Arniku v angleščino z novim naslovom The Lasting Gift v obliki prostih verzov.
- Leta 2010 je imel v "World Expo Park of Shanghai" na razstavišču Expo 2010 v Šanghaju, ki je bil odprt 1. maja 2010, Nepal Araniko Center v oddelku Highlight 1 Nepalskega paviljona. Nepalski paviljon na razstavi Expo 2010 v Šanghaju, ki je bil odprt 1. maja 2010 in ga je obiskalo rekordnih 750.000 obiskovalcev. Povprečno število obiskovalcev na dan je bilo 25.000, ob vikendih in praznikih pa več kot 40.000. Vodilni kitajski spletni strani z novicami je postavil Nepalski paviljon med prvih deset priljubljenih paviljonov. [10]
- Švicarski tesar, ki je bil rojen v Nepalu, je skušal oblikovati in izdelati ročno izdelane skateboarde in jih imenoval Arniko Skateboards [11]. Kasneje se je projekt razširil na modo skateboardinga.
- Zemeljski radiodifuzni kanal s sedežem v Katmanduju, Nepal, je bil tudi poimenovan po Araniku.